# Millennium Force
Millennium Force – stalowa kolejka górska wybudowana w 2000 roku w parku Cedar Point w USA przez firmę Intamin. Jest kolejką górską typu giga coaster, tj. o wysokości powyżej 300 ft (91,5 m).

## Opis przejazdu
Pociąg zostaje wciągnięty za pomocą wyciągu linowego na główne wzniesienie o wysokości 94,5 m po czym zjeżdża w dół o 91,4 m pod kątem 80°, pokonuje stromo pochylony łuk zmieniając kierunek w prawo o 180° na wzniesieniu (ang. overbanked turn), następnie długi, częściowo położony w tunelu łuk o 90° w lewo, wzniesienie o wysokości 55,5 m, 360° spiralę w prawo, overbanked turn o 180° w lewo, łagodny łuk w prawo, wzniesienie o wysokości 51,5 m, łuk o 90° w lewo w tunelu, niskie wzniesienie speed bump, lekki łuk w lewo, po czym pokonuje ostatni overbanked turn o 180° w prawo, zostaje wyhamowany i wraca na stację.

## Pozycja w rankingach
Millennium Force zajmuje niezmiennie wysokie notowania w rankingu najlepszych stalowych kolejek górskich Golden Ticket Awards przyznawanych przez czasopismo branżowe Amusement Today.
| Golden Ticket Awards – Top 50 stalowych kolejek górskich | Golden Ticket Awards – Top 50 stalowych kolejek górskich | Golden Ticket Awards – Top 50 stalowych kolejek górskich | Golden Ticket Awards – Top 50 stalowych kolejek górskich | Golden Ticket Awards – Top 50 stalowych kolejek górskich | Golden Ticket Awards – Top 50 stalowych kolejek górskich | Golden Ticket Awards – Top 50 stalowych kolejek górskich | Golden Ticket Awards – Top 50 stalowych kolejek górskich | Golden Ticket Awards – Top 50 stalowych kolejek górskich | Golden Ticket Awards – Top 50 stalowych kolejek górskich | Golden Ticket Awards – Top 50 stalowych kolejek górskich | Golden Ticket Awards – Top 50 stalowych kolejek górskich | Golden Ticket Awards – Top 50 stalowych kolejek górskich | Golden Ticket Awards – Top 50 stalowych kolejek górskich | Golden Ticket Awards – Top 50 stalowych kolejek górskich | Golden Ticket Awards – Top 50 stalowych kolejek górskich | Golden Ticket Awards – Top 50 stalowych kolejek górskich | Golden Ticket Awards – Top 50 stalowych kolejek górskich | Golden Ticket Awards – Top 50 stalowych kolejek górskich | Golden Ticket Awards – Top 50 stalowych kolejek górskich | Golden Ticket Awards – Top 50 stalowych kolejek górskich | Golden Ticket Awards – Top 50 stalowych kolejek górskich | Golden Ticket Awards – Top 50 stalowych kolejek górskich | Golden Ticket Awards – Top 50 stalowych kolejek górskich | Golden Ticket Awards – Top 50 stalowych kolejek górskich |
| -------------------------------------------------------- | -------------------------------------------------------- | -------------------------------------------------------- | -------------------------------------------------------- | -------------------------------------------------------- | -------------------------------------------------------- | -------------------------------------------------------- | -------------------------------------------------------- | -------------------------------------------------------- | -------------------------------------------------------- | -------------------------------------------------------- | -------------------------------------------------------- | -------------------------------------------------------- | -------------------------------------------------------- | -------------------------------------------------------- | -------------------------------------------------------- | -------------------------------------------------------- | -------------------------------------------------------- | -------------------------------------------------------- | -------------------------------------------------------- | -------------------------------------------------------- | -------------------------------------------------------- | -------------------------------------------------------- | -------------------------------------------------------- | -------------------------------------------------------- |
| 2000                                                     | 2001                                                     | 2002                                                     | 2003                                                     | 2004                                                     | 2005                                                     | 2006                                                     | 2007                                                     | 2008                                                     | 2009                                                     | 2010                                                     | 2011                                                     | 2012                                                     | 2013                                                     | 2014                                                     | 2015                                                     | 2016                                                     | 2017                                                     | 2018                                                     | 2019                                                     | 2020                                                     | 2021                                                     | 2022                                                     | 2023                                                     | 2024                                                     |
| 2                                                        | 1                                                        | 1                                                        | 2                                                        | 1                                                        | 1                                                        | 2                                                        | 2                                                        | 2                                                        | 2                                                        | 1                                                        | 1                                                        | 1                                                        | 1                                                        | 1                                                        | 1                                                        | 2                                                        | 2                                                        | 2                                                        | 2                                                        | ×                                                        | 2                                                        | 3                                                        | 2                                                        | 4                                                        |